# مجلة المبين
مجلة المبين مجلة فصلية، تصدر عن مؤسسة علوم نهج البلاغة التابعة للأمانة العامة للعتبة الحسينية المقدسة، تعنى بنشر الدراسات والبحوث المختصة بعلوم كتاب نهج البلاغة وسيرة الإمام علي بن أبي طالب وفكره في مجالات المعرفة كافة، وهي مجازة من قبل وزارة التعليم العالي والبحث العلمي في الجمهورية العراقية، ومعتمدة لأغراض الترقية العلمية من ثلاث جامعات عراقية وهي : (جامعة بابل، جامعة واسط، جامعة وذي قار) ومُسجّلة بالترقيم الدولي لليونيسكو (ISSN) بالرقم (1313 - 2414) وبرقم إيداع في دار الكتب والوثائق الوطنية ببغداد (2178) لسنة 2016م. وقد صدر العدد الأول منها في شهر رمضان المبارك سنة 1437هـ الموافق شهر تموز من سنة 2016م.

## ملاك المجلة
- المشرف العام: الشيخ عبد المهدي الكربلائي
- رئيس التحرير: السيد نبيل قدوري الحسني.
- مدير التحرير: الدكتور لواء عبد الحسن عطية
- سكرتير التحرير: علي جاسم محمد علي

### الهيئة الاستشارية
- أ. د. صلاح مهدي الفرطوسي
- أ. د. محمد جواد الطريحي
- أ. د. علي مهدي زيتون
- أ. د. حسن منديل العكيلي
- أ. د. حاكم حبيب الكريطي
- أ. د. أياد عبد الحسين الخفاجي
- أ. د. سامي حمود الحاج جاسم
- أ. د. جواد كاظم النصر الله
- أ. د. نجاح فاهم العبيدي
- أ. د. حسين علي الشرهاني
- أ. د. علي عبد الفتاح الحاج فرهود

### هيئة التحرير
- أ. د. صالح كاظم الجبوري
- أ. د. حسين لفتة حافظ
- أ. د. يوسف كاظم الشمري
- أ. م. د. عدنان مارد جبر
- أ. م. د. فليح خضير شني
- أ. م. د. حسن حميد فياض
- أ. م. د. محمد حسين الطائي
- أ. م. د.مصطفى كاظم شغيدل
- أ. م. د. عبد علي كاظم التفلاوي
- أ. م. د. فهد نعيمة مخيلف البيضاني